# Valeria Bringas
Valeria Úrsula Bringas Murguía (Lima, 24 de diciembre de 1983) es una actriz, modelo, animadora infantil y profesora de educación inicial peruana radicada en Miami. Es más conocida por el rol estelar de Luciana Del Prado Ferrand en la serie televisiva Al fondo hay sitio.

## Carrera
En 2008, debuta en la televisión participa en la telenovela La Pre como Jimena y posteriormente participa en Cholo powers como Larissa.
Desde 2009 hasta 2014, actúa en la serie televisiva Al fondo hay sitio, con el personaje de Luciana Del Prado.
Bringas participa en la película Loco cielo de Abril en 2014. 
En el 2015, protagoniza la serie De millonario a mendigo, interpretando a Susan.
En el 2018, vuelve al ojo público como Marcela Valverde en la película Utopía.
Actualmente, se encuentra alejada y retirada de la actuación.

## Vida personal
En el año 2008, en grabaciones de la telenovela La Pre, sostiene una relación con su compañero de trabajo Andrés Wiese, que la lleva a cabo también mientras graban la serie Al fondo hay sitio, donde también son pareja en la ficción, pero en el 2010 anuncian su separación.
En el 2012, está con el modelo y chico reality ecuatoriano-peruano José Leopoldo "Guty" Carrera, ambos colaboran apareciendo en el video oficial de la canción Siempre de la banda Black Guayaba en colaboración con Jarabe de palo, ambos se separan en 2013.
En el 2019, contrae matrimonio con Mariano Ludevid, y en el 2020, da a luz a su hija. 
Bringas actualmente reside en Miami.

## Otras actividades
En 2014, es participé de la caminata contra el cáncer de seno. Ese mismo año, participa del Wings for Life World Run.
También, tiene junto a sus amigas un emprendimiento llamado "Bolboreta", una tienda especializada en la crianza y los juguetes sensoriales para niños.

## Filmografía

### Televisión

#### Series y telenovelas
- La Pre (2008) como Jimena.
- Graffiti (2008–2009) como Ketty Pietri.
- Al fondo hay sitio (2009–2014; 2016 Material de archivo; 2022 Foto en spot televisivo) como Luciana "Lucianita" Sigrid Del Prado Ferrand / "Lu".[8]
- Mi amor, el wachimán 2 (2013) como Michelle.
- Cholo powers (2013–2014) como Larissa.
- De millonario a mendigo (2016) como Susan.[9]
- Natalia (2017) como Nadia.
- Yo perdí el corazón (2018–2019).

#### Programas
- Domingo al día (2014) como Invitada.

### Cine
- Amores de verano (2011) como Mujer.[10]
- El buen Pedro (2012) como Mary.
- Loco cielo de Abril (2014) como Carla.[11]
- Hasta siempre (2015) como Princesa.
- Involucrados (2018) como Valeria.
- Utopía, La película (2018) como Marcela Milagros Valverde Ocaña.

### Spots publicitarios
- América Televisión (2010) como Luciana Del Prado.
- Frugo Kards: Al fondo hay sitio (2010) como Luciana Del Prado.

### Vídeos musicales
- Siempre (2013) (De Black Guayaba y Jarabe de Palo) como Ella misma.[12]
- Las Lomas (2016) (De Tommy Portugal) como Luciana Del Prado.
- Al fondo hay sitio (2016) (De Juan Carlos Fernández) como Luciana Del Prado.

### Giras televisivas
- Al fondo hay sitio: Festival Peruano de Nueva Jersey (2010).
- Al fondo hay sitio: Estadio Santa Cruz de Bolivia (2010).
- Al fondo hay sitio: Estadio Santa Cruz de Bolivia (2012).

## Teatro
- Al fondo hay sitio (2010–2012) como Luciana Del Prado.
- Fantabuloso (2012).[13]
- Lovers (2013).[14]
- Clímax (2015).
- Cyrano de Bergerac (2015).[15]
- La bella y la bestia (2016).

## Discografía

### Álbumes
- ¡Que siga la fiesta! (2015).

### Temas musicales
- «Deporte» (2015) (Del álbum ¡Que siga la fiesta!, y compuesto por Jorge "Coco" Tafur).

## Literatura

### Álbumes
- Al fondo hay sitio: Primera Temporada (2009) como Luciana Del Prado (Imagen).
- Al fondo hay sitio: Segunda Temporada (2010) como Luciana Del Prado (Imagen).
- Al fondo hay sitio: Tercera Temporada (2011) como Luciana Del Prado (Imagen).

## Eventos

### Circos
- Circo de Al fondo hay sitio (2010) como 'Luciana Del Prado' (Ella misma).

### Otros
- Día de la hamburguesa casera (2016).